# 블랙 스패로 미사일
블랙 스패로 미사일은 이스라엘 라파엘사에서 만든 모의 스커드B 미사일이다. F-15 전투기에서 발사된다. 북한의 스커드B 미사일 또는 이란의 샤하브-1과 탄도궤적, 속도, 레이다영상, 열추적영상이 동일하다. 중량은 1,700kg으로, 1,900kg인 블루 스패로 미사일 보다 가볍다.

## 그린파인 레이다
그린파인 레이다는 애로우 시스템에서 탐지레이다를 담당한다. AESA 레이다이며, 최근 한국에 슈퍼그린파인 2대가 수출되어 2012년 실전배치될 예정이다. 그린파인의 탐지거리는 500km, 슈퍼그린파인의 탐지거리는 900km이다.

## 애로우 미사일
이스라엘이 독자 개발한 미사일방어용 미사일이다. 블랙 스패로(스커드C)와 블루 스패로(노동1호)를 F-15 전투기에서 발사, 그린파인 레이다가 이를 탐지하며, 애로우 미사일이 발사되어 이를 요격한다.
- 2004년 7월 - 제7차 애로우 테스트. 사거리 300 km인 스커드B를 모방한 블랙 스패로 미사일을 애로우2 미사일이 요격했다. 애로우2 시스템이 최초로 풀가동된 실험이었다.
- 2007년 7월 6일 - 이스라엘이 블루스패로 사진을 최초로 공개했다.
- 2008년 4월 15일 - 블로스패로가 애로우 테스트용으로 최초 발사되었다. 슈퍼그린파인 레이다가 이란의 사하브-3를 모방한 블루스패로 미사일을 완벽하게 추적했다. 애로우 미사일은 발사하지 않았다.
- 2009년 4월 7일 - 제18차 애로우 테스트. 애로우2 시스템의 완전한 첫 번째 실험이었다. 오전 11시경에 팔마힘 공군기지에서 애로우-2 미사일이 발사되었으며, 사하브-3와 동일하게 제작된 블루스패로 미사일을 정확하게 요격했다. 레이다는 슈퍼그린파인 레이다가 사용되었다. 실험은 이스라엘 공군과 미국 미사일 방어국이 공동으로 수행했다. 애로우는 미국의 보잉사와 함께 개발중인 프로젝트이다.

## 같이 보기
- 블루 스패로 미사일